# Цикл Ленуара
Цикл Ленуара — термодинамический цикл, описывающий рабочие процессы ряда двигателей внутреннего сгорания, имеющих разную конструкцию и область применения, в том числе:
- исторически первый работающий двигатель внутреннего сгорания (см. Двигатель Ленуара), запатентованный в 1859 году бельгийским изобретателем Этьеном Ленуаром, в честь которого цикл получил своё название;
- тепловые ракетные двигатели;
- бесклапанные пульсирующие воздушно-реактивные двигатели;
- газотурбинные двигатели внутреннего сгорания, работающие без доступа атмосферного воздуха, на ракетном топливе (однокомпонентном, например, перекиси водорода, или двухкомпонентном, содержащем горючее и окислитель), например, турбины двигателей торпед, турбонасосных агрегатов ЖРД, и др.

p—V диаграмма цикла Ленуара

Идеальный цикл Ленуара состоит из трёх термодинамических процессов:
1—2 изохорный нагрев рабочего тела;
2—3 изоэнтропийное расширение;
3—1 изобарное охлаждение.
Термический коэффициент полезного действия идеального цикла Ленуара можно определить как
{\displaystyle \eta =1-k{\frac {n-1}{n^{k}-1}},}
где {\displaystyle n={\frac {V_{3}}{V_{1}}}} — степень расширения, и {\displaystyle k} — показатель адиабаты для рабочего тела. Этой формулой удобно пользоваться для определения КПД поршневого двигателя Ленуара, поскольку параметр {\displaystyle n} легко может быть определён из рассмотрения геометрии и кинематики узла цилиндр-поршень двигателя. Эквивалентно,
{\displaystyle \eta =1-k{\frac {\lambda ^{1/k}-1}{\lambda -1}},}
где {\displaystyle \lambda ={\frac {p_{2}}{p_{1}}}} — степень повышения давления. Эта формула чаще всего используется для расчётов КПД реактивных и газотурбинных двигателей, работающих по циклу Ленуара.